# Pavlopil
Pavlopil (em ucraniano: Павлопіль; em russo: Павлополь) é uma vila no distrito de Mariupol, no oblast de Donetsk, no leste da Ucrânia, a cerca de 25 km a noroeste de Novoazovsk e a cerca de 25 km a nordeste de Mariupol, na margem esquerda do rio Kalmius.
O conflito entre a Ucrânia e as forças pró-russas, que começou em abril de 2014, resultou em vítimas civis e militares na cidade.
Em maio de 2016, um civil do sexo masculino foi morto e outro ficou ferido quando um trator em que estavam conduzindo atingiu um dispositivo explosivo não identificado.

## Demografia
Língua nativa de acordo com o Censo ucraniano de 2001:
- Ucraniano - 72,60%

- Russo - 26,28%

- Armênio - 0,32%

| 1873 | 1897 | 1970 | 1976 | 2001 |
| ---- | ---- | ---- | ---- | ---- |
| 505  | 651  | 660  | 615  | 624  |